# Dichagyris boursini
Dichagyris boursini là một loài bướm đêm trong họ Noctuidae.